# Chanodichthys erythropterus
Chanodichthys erythropterus è un pesce d'acqua dolce appartenente alla famiglia Cyprinidae.

## Distribuzione e habitat
Questa specie è diffusa in Asia, nel bacino idrografico dei fiumi Amur e Fiume Rosso e del lago Bujr nuur (Mongolia, Cina e Vietnam nonché nelle acque dolci di Taiwan.

## Descrizione
C. erythropterus presenta un corpo snello e allungato, piuttosto compresso ai fianchi, con testa allungata e bocca rivolta verso l'alto, occhi grandi, profilo dorsale convesso e ventre pronunciato. Le pinne sono piccole, la coda è grande e bilobata. La livrea prevede un colore unico, grigio argenteo, con pinne grigio fumo, tendenti al trasparente.

Raggiunge una lunghezza massima di 102 cm per 9 kg di peso. 

## Alimentazione
È un ciprinide predatore: si nutre di pesci, insetti e crostacei.

## Predatori
Questa specie è preda abituale del Percichthyidae Siniperca chuatsi.